# Kystvagt
En kystvagt er en myndighed, der har til opgave at patruljere i et lands territorialfarvand for at forhindre kriminalitet og ulykker. Kystvagten kan eksempelvis være ansvarlig for grænsekontrol, sømærkning, politiopgaver til søs, miljøværn, tilsyn med søfarten samt eftersøgnings- og redningsmissioner til havs.  
De fleste kystvagter opererer med skibe og både, og ofte også luftfartøjer som helikoptere og patruljefly. 
Kystvagttjenesten kan høre direkte under en stats militær, som f.eks. i Norge, hvor opgaven varetages af en afdeling af Sjøforsvaret. I USA udgør kystvagten sin egen gren indenfor militæret. Kystvagten kan også være en civil styrelse som den svenske Kustbevakningen. I Danmark eksisterer der ikke en selvstændigt kystvagt. Her varetages de fleste kystvagtsopgave af Søværnet, mens egentlige politiopgaver varetages af politiet, ofte med assistance fra Søværnet.